# Microprimnoa diabathra
Microprimnoa diabathra är en korallart som beskrevs av Bayer och Carlo de Stefani 1989. Microprimnoa diabathra ingår i släktet Microprimnoa och familjen Primnoidae. Inga underarter finns listade i Catalogue of Life.